# Parabrosoma bispinosum
Parabrosoma bispinosum is een wandelende tak uit de familie Aschiphasmatidae. De wetenschappelijke naam van deze soort is voor het eerst voorgesteld als Abrosoma bispinosum door Heinrich Wolfgang Ludwig Dohrn in een publicatie uit 1910.
De soort komt voor op Sumatra.